# Xiphefo
Xiphefo, Caderno Literário foi uma revista literária moçambicana, fundada em 1987.
Foi lançada em Inhambane, um ano após o fim da revista Charrua, também de Moçambique. Seus fundadores, os poetas Momed Kadir e Adriano Alcântara, logo passaram a ter a companhia de Francisco Muñoz, Danilo Parbato, Artur Minzo e Guita Jr., todos representantes da poesia moçambicana da geração da década de 1990.
O grupo Xiphefo caracterizou-se por uma poesia que unia o regionalismo ao universalismo. Os autores procuravam denunciar os problemas sociais do país, como a fome. Ao mesmo tempo, recuperavam a poesia erótico-amorosa da geração anterior, representada por Eduardo White.
Chegou ao décimo sexto volume em seu nono ano de existência, em 1996.